# Никола де Вершен
Никола де Вершен (фр. Nicolas de Werchin; ок. 1470 — 10 июля 1513, Ле-Бьес (Эно) — государственный деятель Габсбургских Нидерландов.

## Биография
Сын Жака де Барбансона (ум. 1473), сеньора де Жёмон, Сизуан, и прочее, сенешаля Эно, принявшего имя и герб дома де Вершен, и Жаклин де Муа.
Барон де Сизуан и первый бер (барон) Фландрии, сеньор де Вершен, Валинкур, Жёмон, Феньёль, Ле-Бьес, Танлемар, Ла-Руайер, Монтрёль, и прочее, наследственный сенешаль Эно. В 1481 году еще находился под опекой матери.
Был советником и камергером короля Кастилии.
В 1501 году «высокий и могущественный сеньор» Никола де Вершен договорился с жителями Трессена, находившимися под сеньориальной властью монахов Лооз-ле-Лилля, о строительстве за их счет моста на Марке, который относился к сеньории Монтрёль, чтобы облегчить переход скота через болото. В качестве платы за проход жители обязались платить 12 денье в год за каждое животное.

## Семья
Жена (1494): Иоланда де Люксембург (ум. 7.05.1534), дама де Рубе, Эрзель, Васкеаль, и прочее, дочь Жака де Люксембурга, сеньора де Ришбура, и Изабеллы де Рубе
Дети:
- Антуан де Вершен (ум. 1515), барон де Сизуан, сенешаль Эно, и прочее. Жена: Маргарита де Люксембург, дочь Жака II де Люксембурга, сеньора де Фиенн, и Маргариты де Брюгге. Брак бездетный
- Пьер де Вершен (ок. 1500—1556/1557), барон де Сизуан, сенешаль Эно, и прочее. Жена: (после 1520): Элен де Вержи (ум. после 1556), дочь Гийома IV де Вержи, сеньора де Шанлитт, и Анны де Рошешуар
- Жак де Вершен, сеньор де Жёмон
- Жан де Вершен, сеньор де Феньёль (ок. 1504—26.04.1518), умер в Лувене, где проходил обучение
- Изабо де Вершен, дама де Льетр, Мерлемон, Вертон, и прочее. Муж (контракт 23.04.1513): барон Жан III де Тразеньи (ок. 1470—1550)
- Маргарита де Вершен (ум. 1558). Муж: Шарль I Бургундский, сеньор де Фалез (ок. 1491—1538)